# NGC 5
NGC 5 (други обозначения – UGC 62, ZWG 518.12, MCG 6-1-13, 4ZW 7, ZWG 517.17, NPM1G +35.0003, PGC 595) е елиптична галактика (E) в съзвездието Андромеда.
Обектът присъства в оригиналната редакция на „Нов общ каталог“.